# Philippine International Pyromusical Competition

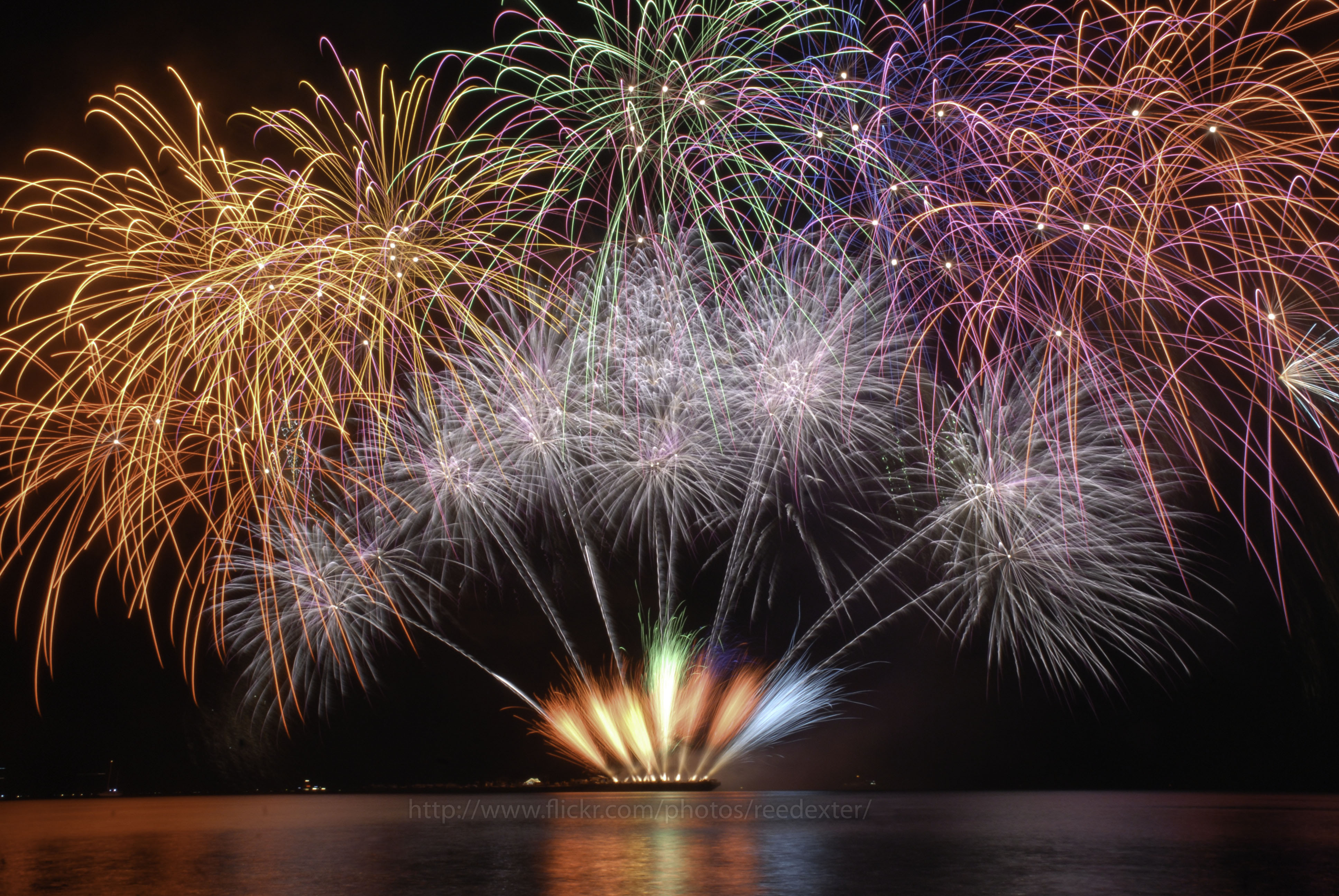
Beitrag des australischen Herstellers Howards & Sons (2010)

Die Philippine International Pyromusical Competition (philippinischer pyromusikalischer Wettbewerb; vormals World Pyro Olympics) ist ein jährlich auf den Philippinen stattfindender Wettbewerb unter Feuerwerksherstellern verschiedener Länder.
Der Gastgeber der Veranstaltung nimmt nicht am Wettbewerb teil. Er brennt das Abschlussfeuerwerk am letzten Abend der Veranstaltung ab. Am Ende des Wettbewerbs werden Preise wie zum Beispiel der Publikumspreis vergeben. Die Veranstaltung endet mit einer Siegerehrung.